# Su vida íntima
Su vida íntima es una película dramática británica estrenada en septiembre de 1969, y dirigida por Waris Hussein, director que fue nominado por ella al «Oso de Oro» en el 19º Festival Internacional de Cine de Berlín.

## Reparto
- Sandy Dennis, como Rosamund Stacey;
- Ian McKellen, como George Matthews;
- Eleanor Bron, como Lydia Reynolds;
- John Standing, como Roger Henderson;
- Michael Coles, como Joe Hurt;
- Rachel Kempson, como la hermana Henry;
- Peggy Thorpe-Bates, como Mrs. Stacey;
- Kenneth Benda, como Mr. Stacey;
- Sarah Whalley, como Octavia;
- Shelagh Fraser, como Miss Gurnsey;
- Deborah Stanford, como Beatrice;
- Margaret Tyzack, como la hermana Bennett;
- Roger Hammond, como Mike;
- Maurice Denham, como el Doctor Prothero.